# Zheng Yubo
Zheng Yubo ist ein chinesischer Poolbillardspieler.

## Karriere
Nachdem er 2014 Neunter geworden war, gelang Zheng Yubo beim World Chinese 8-Ball Masters 2015 der Einzug ins Finale, in dem er seinem Landsmann Yang Fan mit 9:13 unterlag. Wenige Wochen später erreichte er das Achtelfinale der Chinese 8-Ball World Championship und verlor dort gegen Chu Bingjie. Im Januar 2016 wurde Zheng Dreizehnter beim World Chinese 8-Ball Masters. Bei der Chinese 8-Ball World Championship 2016 erreichte er nach einem 13:10-Sieg gegen den früheren Snookerweltmeister Graeme Dott das Achtelfinale, das er mit 7:13 gegen Liu Haitao verlor.